# Al-Hudaida
Al-Hudaida (arap. الحديدة) je četvrti grad po veličini u Jemenu sa svojih 402.560 stanovnika.
Al-Hudaida je upravno središte istoimene muhafaze (pokrajine) Al-Hudaide. Grad je također poznat i pod imenom Hodeida.
Grad leži na obalama Crvenog mora, važna je pomorska luka, koja se razvila sredinom 19. st. za Osmanskog carstva kao središte za izvoz kave, pamuka, datulja, i živpotinjskih koža iz unutrašnjosti Jemena.
1914. godine za vrijeme Prvog svjetskog rata, njemačke snage pod vodstvom bojnika freiherra Othmara von Stotzingena uspjele su instalirati radio postaju u Al-Hudaidi, koja je korištena u vrijeme Arapske pobune (1916. – 1918.) kao komunikacijska postaja za vezu s Istanbulom i Njemačkom istočnom Afrikom. Iz nje su se emitirale propagandne emisije namijenjene Sudanu, Somaliji i Abesiniji.
Grad su nakratko zauzele trupe Saudijske Arabije tijekom Saudijsko-jemenskog rata 1934. godine.
Nakon katastrofalnog požara u siječnju 1961. godine, koji je uništio veliki dio grada, on je obnovljen, posebice lučki objekti uz pomoć Sovjetskog Saveza. Autocesta do glavnog grada Sane, dovršen je 1961. godine. Hudaida je bila sovjetska pomorska baza od početka 1970-ih do kraja 1980-ih.
Grad ima veliki broj značajnih povijesnih spomenika, osobito u starom dijelu grada Zabidu, koji se drži za jedan od najvažnijih islamskih centara u svijetu. Zabid nije velik, ali ima više od 100 starih džamija, u njemu se nalazi i islamsko (medresa) sveučilište (jednako staro kao i Kairski Al-Azhar).
Malajski pisac Abdullah bin Abdul Kadir posjetio je grad Al-Hudaidu za vrijeme svog hodočašća u Meku 1854. godine. Njega je impresioniralo to da su mnogi u to vrijeme žvakali listove etiopskog čaja - Kat, i da je to bio neka vrst narodnog običaja u to vrijeme.